# トールマン表記

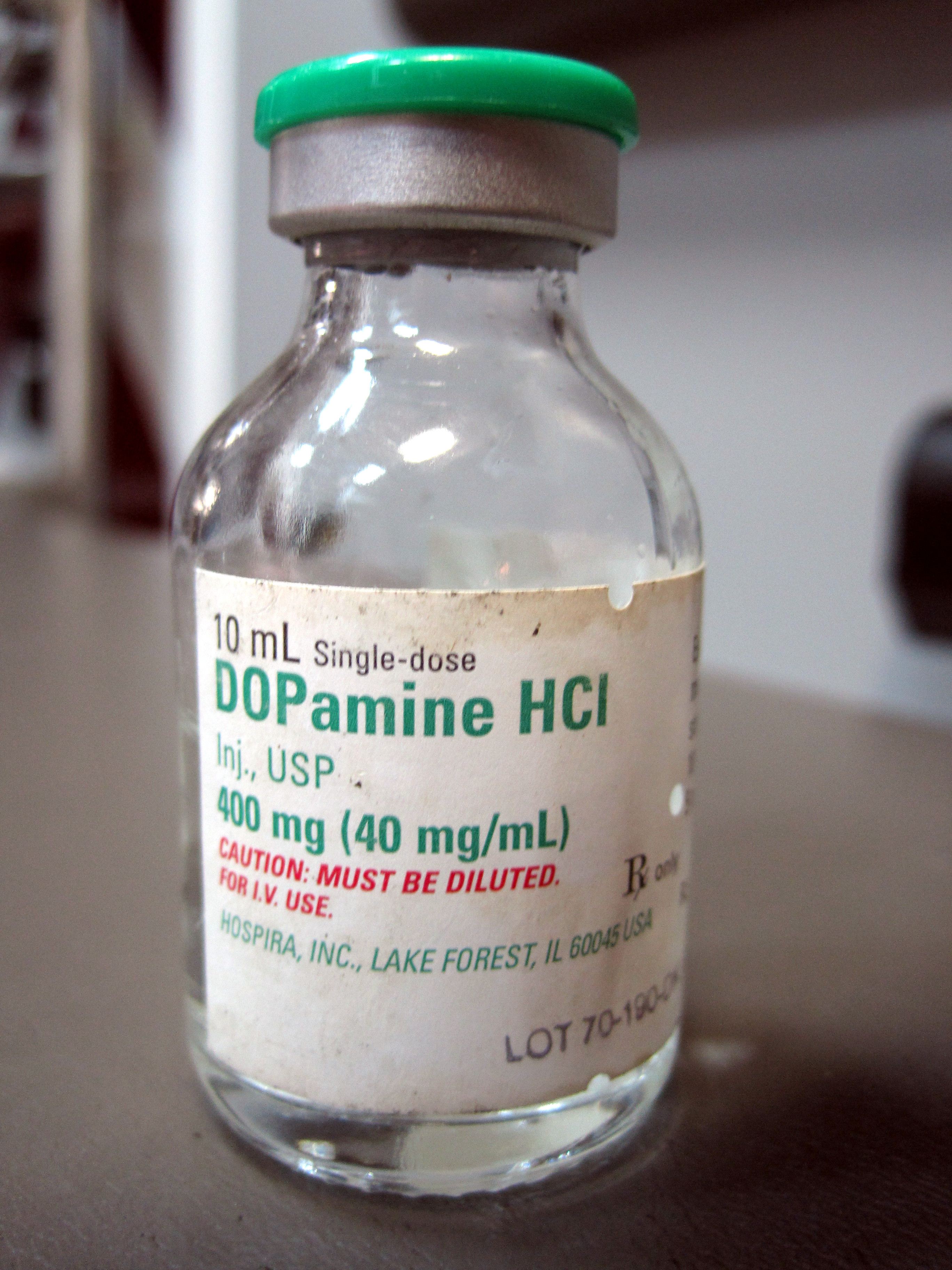
"DOPamine HCl" と表記されたラベルの付いたドーパミンの瓶

トールマン表記（トールマンひょうき、英語: Tall man lettering、tall-man lettering、tallman lettering）とは、処方・投薬ミスといった医療過誤を防ぐために、読みや文字が似ている薬物同士を区別しやすくすることを目的として、薬物の名前の一部を大文字で表記することである。トールマン表記を使うと、"prednisone"（プレドニゾン）と "prednisolone"（プレドニゾロン）はそれぞれ、"predniSONE" と "predniSOLONE" と表記される。アメリカ食品医薬品局（FDA）のジェネリック医薬品部は、製薬会社がトールマン表記を使って薬物の名前に視覚的な違いを付けることや、病院・クリニック・福祉ホームが電算化発注システム・自動調剤機・投薬記録・処方ラベル・医薬品ラベルでトールマン表記を使うことを推奨している。 

## 効果
薬物の取り違えは、発注・処方1000件あたりに約1件の割合で発生していることが研究で分かっている。ただし、取り違え率におけるトールマン表記の効果については、根拠がまちまちである。 
2004年に行われたアイトラッキング調査では、トールマン表記により複数の薬物から指定されたものを選ぶときの取り違えが減少するという結果が出た。他のトールマン表記に関する研究室レベルの研究では、肯定的な結果と否定的な結果が混在しており、一部の研究は実験者効果の一種である要求特性 (demand characteristics) の影響を受けてしまっていることから、問題が複雑化してしまっている。 
42か所の小児病院で9年間にわたって収集されたデータを分析した2016年の論文では、2007年にトールマン表記を採用するよう病院に推奨する前後で有意差は見られなかった。しかしながら、この研究も、トールマン表記の導入のされ方が記録されていないなどの方法論的不備があるために非難され続けてきた。 

## 例
FDAと薬物安全処方研究所（Institute for Safe Medication Practices、ISMP）は、名称等が似ていてトールマン表記が推奨される薬物の不完全な一覧を公開している。 
- acetaZOLAMIDE vs. acetoHEXAMIDE
- buPROPion vs. busPIRone
- chlorproMAZINE vs. chlorproPAMIDE
- clomiPHENE vs. clomiPRAMINE
- cycloSERINE vs. cycloSPORINE
- DAUNOrubicin vs. DOXOrubicin
- DOBUTamine vs. DOPamine
- hydrALAzine vs. hydrOXYzine
- TOLAZamide vs. TOLBUTamide
- vinBLAStine vs. vinCRIStine